# Ethel Merman
Ethel Merman, född som Ethel Agnes Zimmermann den 16 januari 1908 i Astoria, Queens, New York, död 15 februari 1984 i New York, var en amerikansk sångerska och skådespelare.

## Biografi
Merman betraktades som den amerikanska musikalens "första dam". Hon gjorde Broadwaydebut i Girl Crazy (1930). Med sin kraftfulla höga, helt oskolade röst och med en personlighet som formligen strålade av livsglädje, förtrollade hon Broadwaypubliken under mer än tre årtionden och kom att bli en mycket älskad stjärna.
Hennes allra största framgångar på Broadway var Anything Goes, Panama Hattie, Call Me Madam, Gypsy och framför allt i rollen som den skarpskjutande Annie Oakley i Annie Get Your Gun.
Hon filmade endast sporadiskt och bland hennes filmer märks Anything Goes (1936), Alexander's Ragtime Band (1938), Call Me Madam (1953) och Sex i elden (1954). Hennes mest sedda roller på film är kanske birollen som påstridig svärmor i En ding, ding, ding, ding värld (1963) och ett par sekunder i tokfilmen Titta vi flyger (1980), där hon presenteras som en krigsveteran som fått en psykos och nu tror att han är Ethel Merman.
Merman var gift fyra gånger; hennes fjärde äktenskap (1964) med skådespelaren Ernest Borgnine varade i endast 32 dagar.

## Filmografi i urval
- Let Me Call You Sweetheart (1932)
- Äventyrens ö (1934)
- Sjungande schejken (1934)
- Radioparaden 1936 (1935)
- Dra åt skogen! (1936)
- Anything Goes (1936)
- Happy Landing (1938)
- Alexander's Ragtime Band (1938)
- Den stora stjärnparaden (1943)
- Call Me Madam (1953)
- Sex i elden (1954)
- En ding, ding, ding, ding värld (1963)
- The Lucy Show (1963)
- Tappa inte huvet..! (1965)
- Läderlappen (1967)
- Mupparna (1976)
- A Special Sesame Street Christmas (1978)
- Kärlek ombord (1979–1982)
- Titta vi flyger (1980)

## Teater
| År   | Roll                 | Produktion                                                            | Regi               | Teater                           |
| ---- | -------------------- | --------------------------------------------------------------------- | ------------------ | -------------------------------- |
| 1930 | Kate Fothergill      | Girl Crazy George Gershwin, Ira Gershwin, Guy Bolton och John McGowan | Alexander Leftwich | Alvin Theatre, New York, USA     |
| 1970 | Dolly Gallagher Levi | Hello, Dolly! Michael Stewart och Jerry Herman                        | Gower Champion     | St. James Theatre, New York, USA |